# Werribee Gorge State Park
Werribee Gorge State Park är ett naturskyddsområde i Australien.   Den ligger i delstaten Victoria, i den sydöstra delen av landet, 500 km sydväst om huvudstaden Canberra. Werribee Gorge State Park ligger 297 meter över havet.